# Psyllaephagus terraefilius
Psyllaephagus terraefilius är en stekelart som först beskrevs av Girault 1938.  Psyllaephagus terraefilius ingår i släktet Psyllaephagus och familjen sköldlussteklar. Inga underarter finns listade i Catalogue of Life.